# 2020年聯合王國內部市場法令
《2020年聯合王國內部市場法令》（英語：United Kingdom Internal Market Act 2020），是一項英國國會法令，旨為脫歐協議過渡期後在構成國間設立貿易框架，以及在運作上限制某些已被權力下放至構成國政府的權限。
约翰逊政府多次稱之為「安全網」（safety net），以確保在與歐盟的貿易談判失敗下，仍能保護全國內部市場的完整性。然而，構成國政府批評此法案會令西敏政府重新中央集權，令權力下放變成「權力上繳」。另外，儘管英国宪法的核心原則是議會主權，國內法律可凌駕國際法，但法案中的個別條文亦因違反作為条约的《英國脫歐協議》，被視為不尊重國際法精神，而惹起有關法治的爭議。法律界持有不少反對聲音，當中包括前任最高法院院長廖柏嘉勳爵，說如果對政府運作的司法覆核權利被剝奪，那等同處於一個「獨裁政權」、「暴政」。
由于法案多次被上议院否决，英国政府对法案进行了修改，使其更加灵活，同时也删去了第五部分涉及北爱尔兰的争议条款。法令最终于2020年12月17日获得御准。

## 具爭議的部分
法案具爭議的條文主要圍繞北愛爾蘭和國家援助，特別是與《北愛爾蘭議定書》有關的第五部分（第40至第45條）。因此部分，上議院在二讀議案增加遺憾議案，更在全體委員會階段否決第42至第45條，聯同有關國家援助的第六部分，共否決了六條條文。

## 各界回應

### 國內

#### 议会
政壇內有不少資深人士均反對本法案，包括所有在世的前首相，曾於現任內閣任職的前財相薩吉德·賈偉德、前英格蘭及威爾斯檢察總長喬弗利·科克斯，以及保守黨黨內脫歐派（如迈克尔·霍华德）、留歐派（如祁淦禮）。

#### 構成國
北愛爾蘭首席部長阿琳·福斯特認為北愛爾蘭需要不受阻礙地進入英國其餘部分的市場，而北愛的企業不能受不相等的對待。副首席部長米歇尔·奥尼尔則對英國政府破壞《耶穌受難日協議》無動於衷表示震驚。
蘇格蘭政府自法案相關的計劃於7月推出起便反對，首席部長妮古拉·斯特金表明西敏政府無視蘇格蘭議會的權力而一意孤行，不僅違背國際法，亦破壞權力下放。蘇格蘭政府沒有排除將採取法律行動的可能。
威爾斯政府形容此法案是對民主的攻擊，和對威爾斯、蘇格蘭、北愛爾蘭人民的侮辱，首席部長翟景輝更批評西敏政府竊取權力。

### 國際

#### 歐盟
如果英國境內能沒規限地與北愛爾蘭進行貿易，海外貨品便可入口至更低關稅的英國，再通過北愛－愛爾蘭關口進入歐盟，逃避歐盟關稅區，故此在脫歐談判中歐盟一直未能讓步，此安排亦載入已成為條約的脫歐協議中。欧盟委员会主席乌尔苏拉·冯德莱恩警告首相鲍里斯·约翰逊，英國執行脫歐協議是所有未來合作關係的先決條件。2020年10月1日，欧洲联盟委员会為英國拒絕移除違反條約的條文，而發出正式通函，是為控訴違約的第一步。

#### 美國
眾議院議長南希·佩洛西指出，如果英國違反國際條約和繼續損害《耶穌受難日協議》，英美貿易協議將無緣在國會通過。